# Christus-König-Kirche (Hamminkeln-Ringenberg)

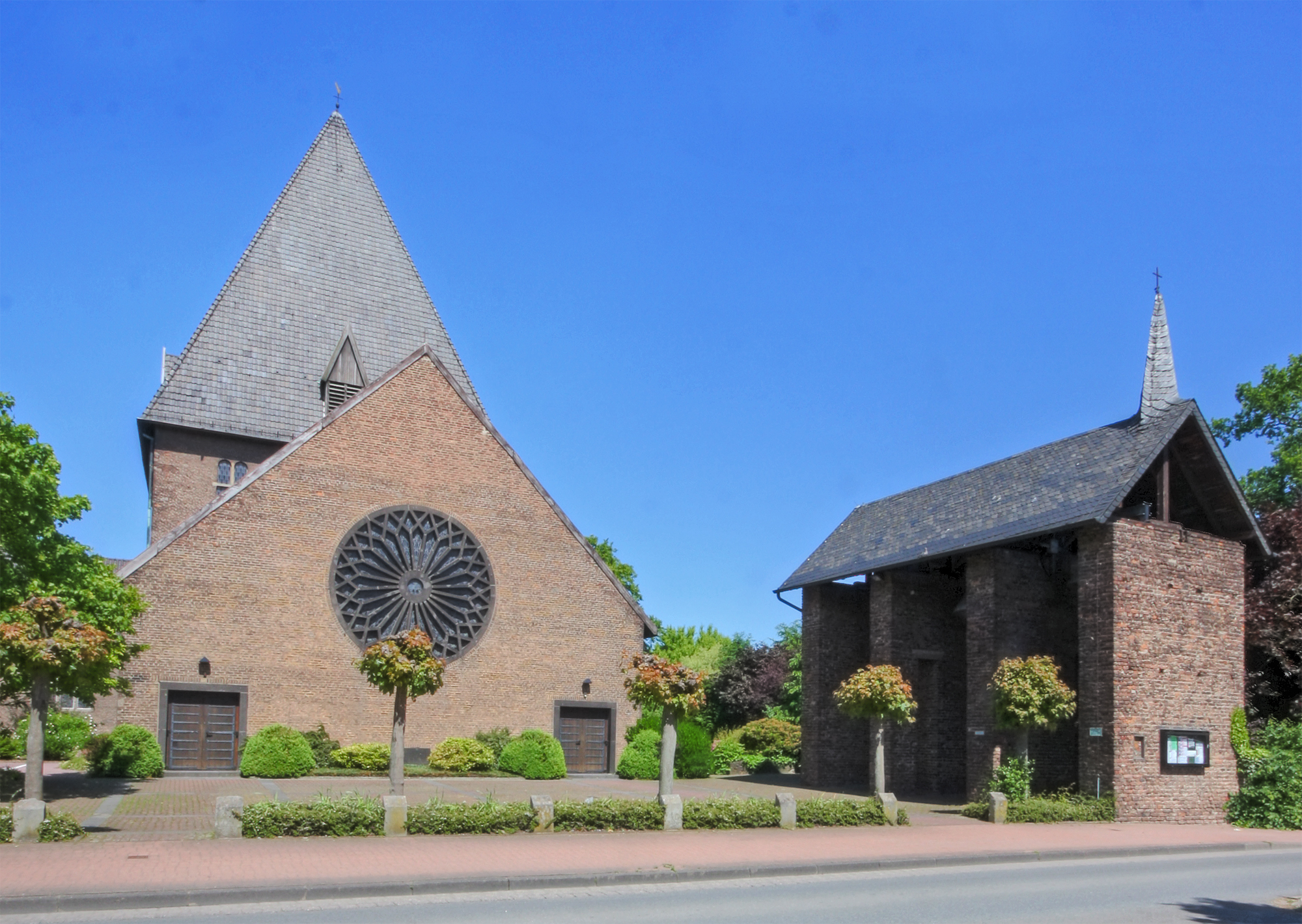
Straßenansicht

Die Christus-König-Kirche, auch Christ-König-Kirche oder St. Christus König, ist eine 1936 geweihte römisch-katholische Kirche im Ortsteil Ringenberg der Stadt Hamminkeln. Als Beispiel modernen Kirchenbaus und als Werk des bekannten Architekten Dominikus Böhm ist die Kirche geschichtlich bedeutend und daher als Baudenkmal eingetragen.

## Geschichte

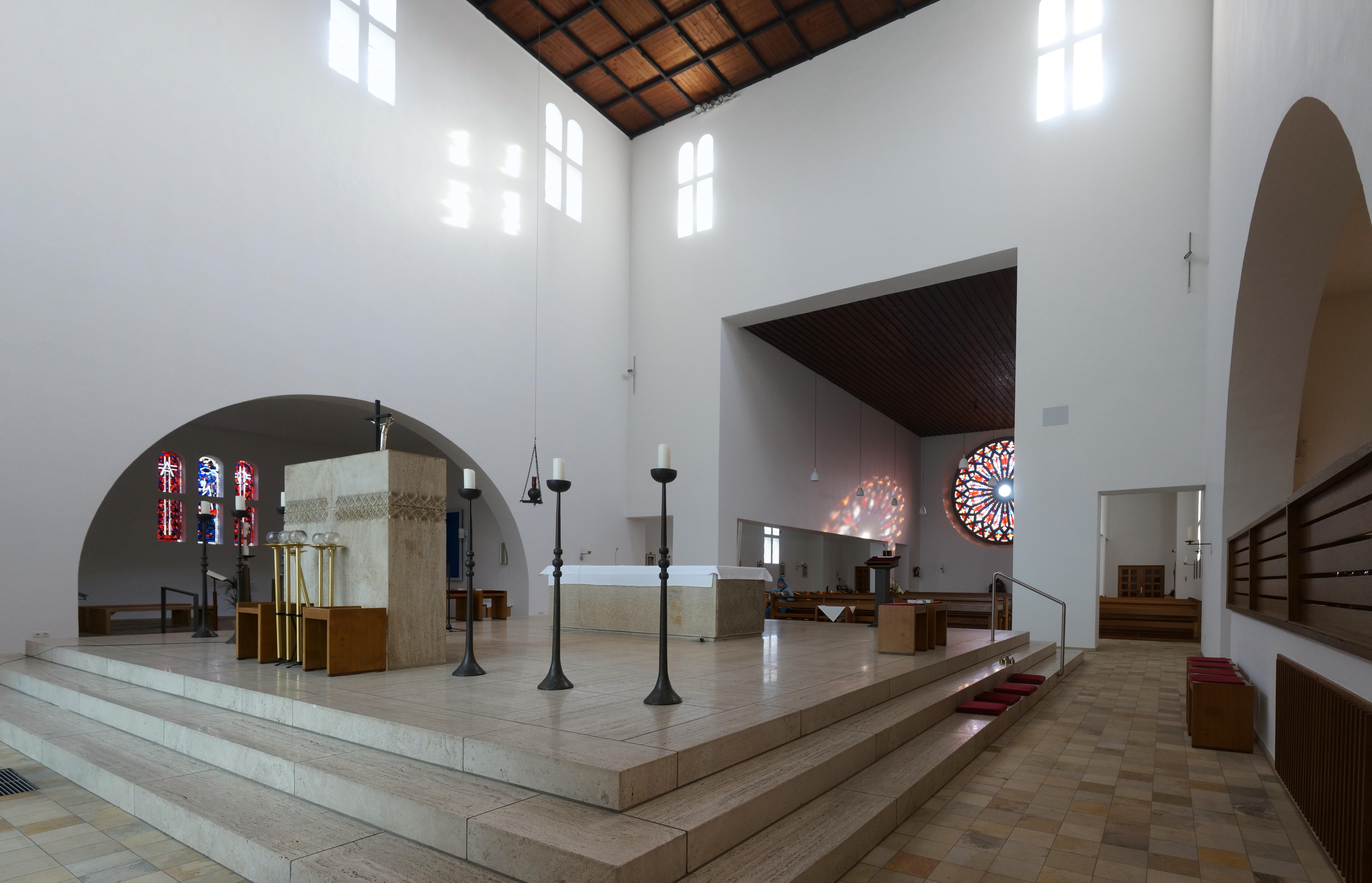
Innenansicht mit freistehendem Altar

Als Pfarrkirche wurde sie ab 1934 geplant und gebaut und 1936 geweiht. Ihre Entstehung fällt in die Zeit des Nationalsozialismus, in der in Deutschland vergleichsweise wenige Kirchen errichtet wurden. Das Patrozinium von Christus König wurde in der Zeit häufig für Kirchen gewählt, nachdem Papst Pius XI. im Jahre 1925 das Christkönigsfest für die ganze katholische Kirche eingesetzt hatte.
Durch ihren freistehenden Altar ist die Ringenberger Kirche ein frühes Beispiel für die Christozentrik im römisch-katholischen Kirchenbau. Das Konzept, dass der Altar im Mittelpunkt steht und sich die Gemeinde als Gruppe um einen Volksaltar schart, setzte sich dort allgemein erst in den 1960er-Jahren im Zuge des Zweiten Vatikanischen Konzils mit der Liturgiereform und der Instruktion Inter Oecumenici durch. Die Kirche ist weitgehend unverändert erhalten.
Mit dem Neubau wurde die Ringenberger Kirchengemeinde aus der Pfarre St. Mariä Himmelfahrt in Hamminkeln ausgegliedert, in die sie nach deren Errichtung 1895 eingegliedert worden war. 2013 erfolgte die Zusammenlegung von St. Mariä Himmelfahrt (Hamminkeln), St. Pankratius (Dingden), St. Antonius (Loikum), Heilig Kreuz (Mehrhoog) und Christus König (Ringenberg) zur neuen Gemeinde „Maria Frieden Hamminkeln“.

## Baubeschreibung

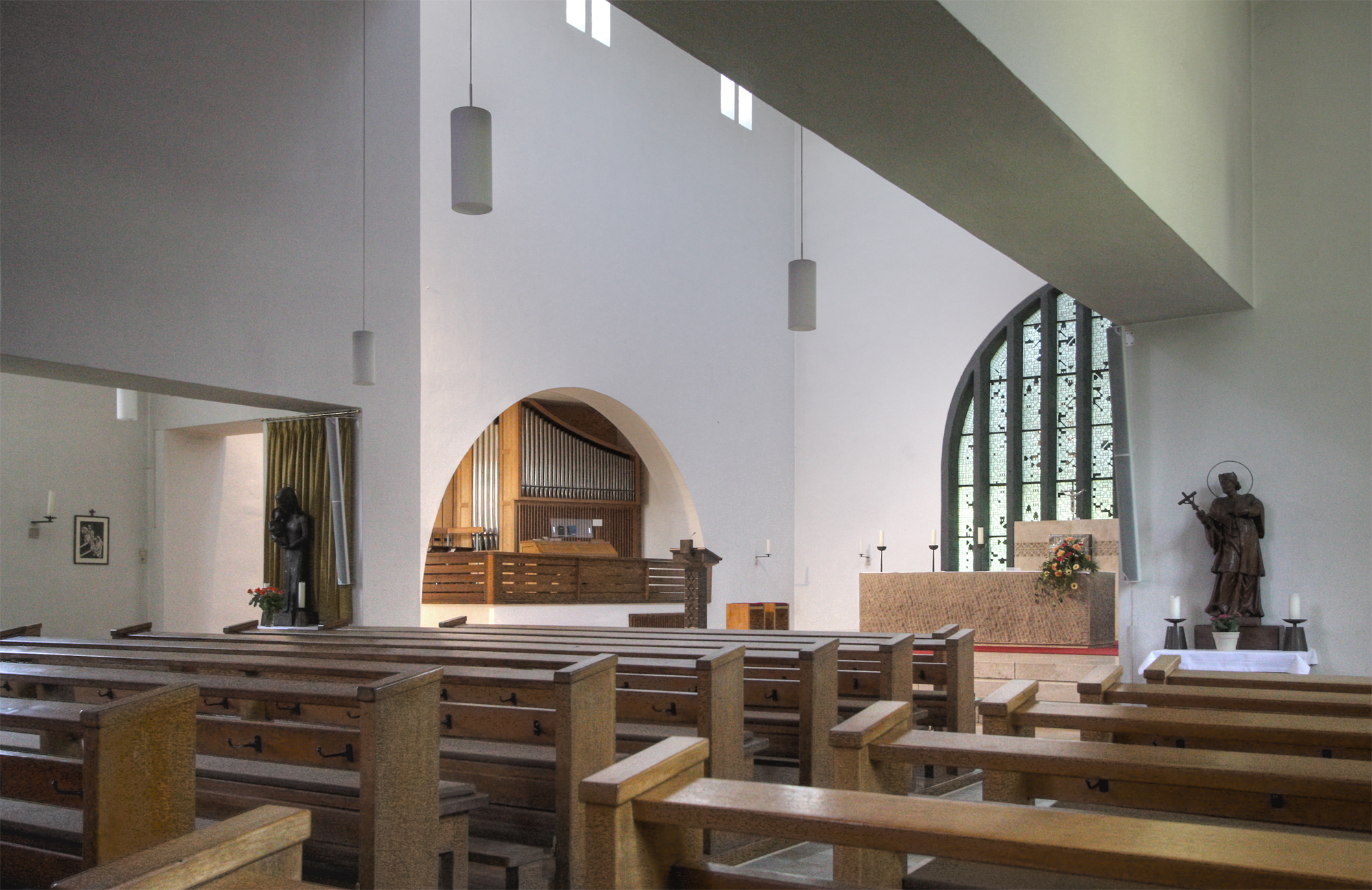
Blick aus dem Seitenschiff auf Altar und Orgel

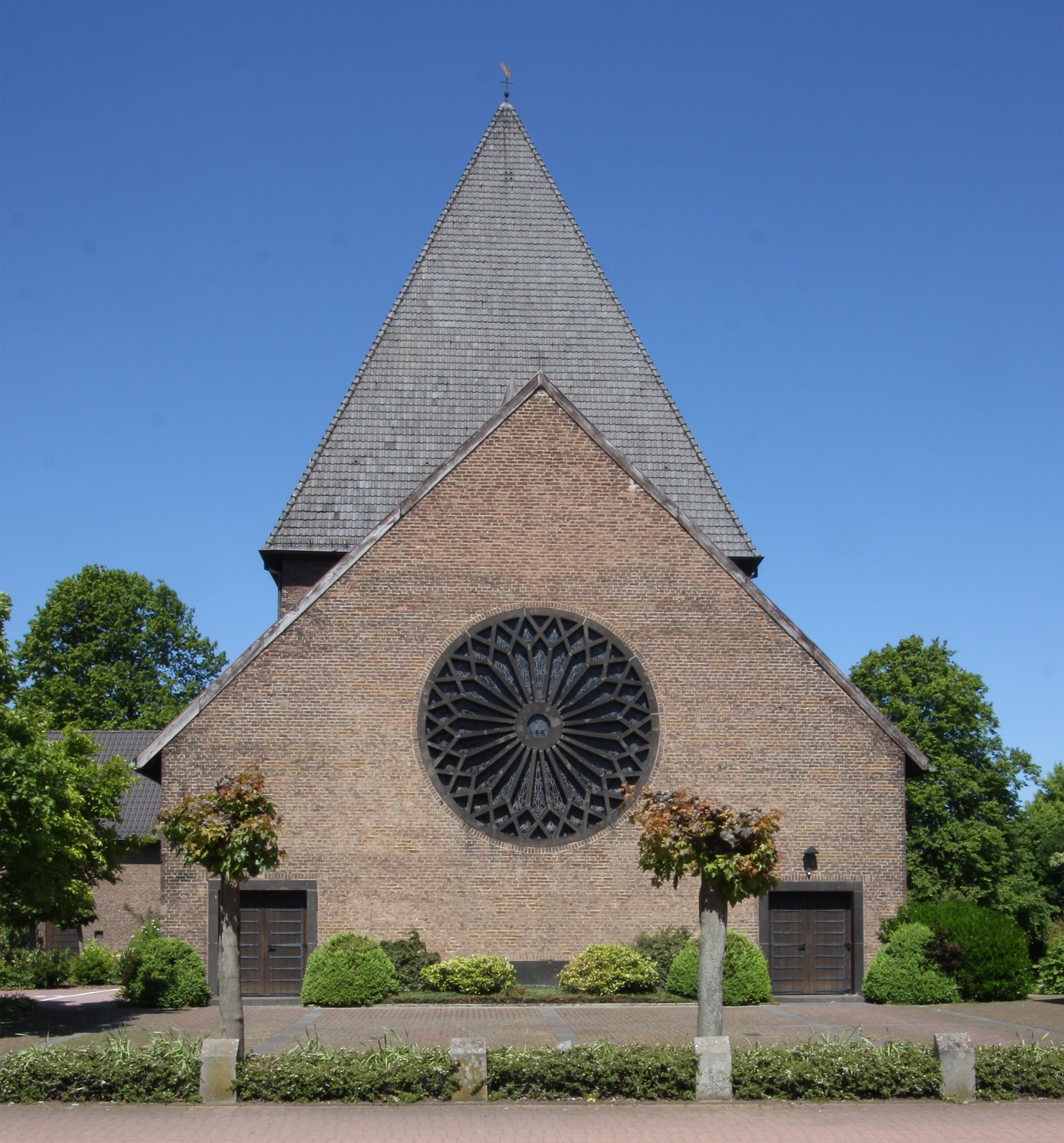
Hauptfassade mit Fensterrose

Über einem einfachen, T-förmigen Kreuzgrundriss erhebt sich der Kirchenraum einer im Innern neusachlich gestalteten Hallenkirche. Es stoßen in der Längsrichtung das Hauptschiff und auf der Höhe des Querbalkens zwei kurze Querschiffe auf einen überhöhten Zentralraum, welcher durch einen Vierungsturm gebildet und durch Kreuzstockfenster belichtet wird. Das Hauptschiff wird als Pseudobasilika von zwei gleichlaufenden niederen Seitenschiffen begleitet. Die beherrschende Lichtführung im Innenraum geht von einem großen, bunten, portalartigen Rundbogenfenster hinter dem freistehenden Altar aus. Mit diesem Fenster korrespondiert eine vielgefaltete Fensterrose auf der gegenüberliegenden Außenwand. Die in heimischen Handstrichziegeln ausgeführte und mit üblichen Pfannen gedeckte Kirche wird im Äußeren durch das monumentale, auskragende Pyramidendach, das sich über der Vierung erhebt, und die eindrucksvolle Fensterrose der Giebelfassade der Pseudobasilika geprägt. Mit dem städtebaulichen Akzent des wuchtigen Turms, der an einen Bergfried oder Wehrturm erinnert, und durch die kontextuelle Materialwahl fügt sich der Bau gut in den Rahmen des dörflichen Ortsbildes ein. Ein Vorplatz, an dem seitlich ein offener, vierjochiger Glockenstuhl mit verschiefertem Satteldach und Dachreiter angeordnet ist, bildet einen von Straßenraum gestalterisch abgesetzten Bereich.

## Siehe auch

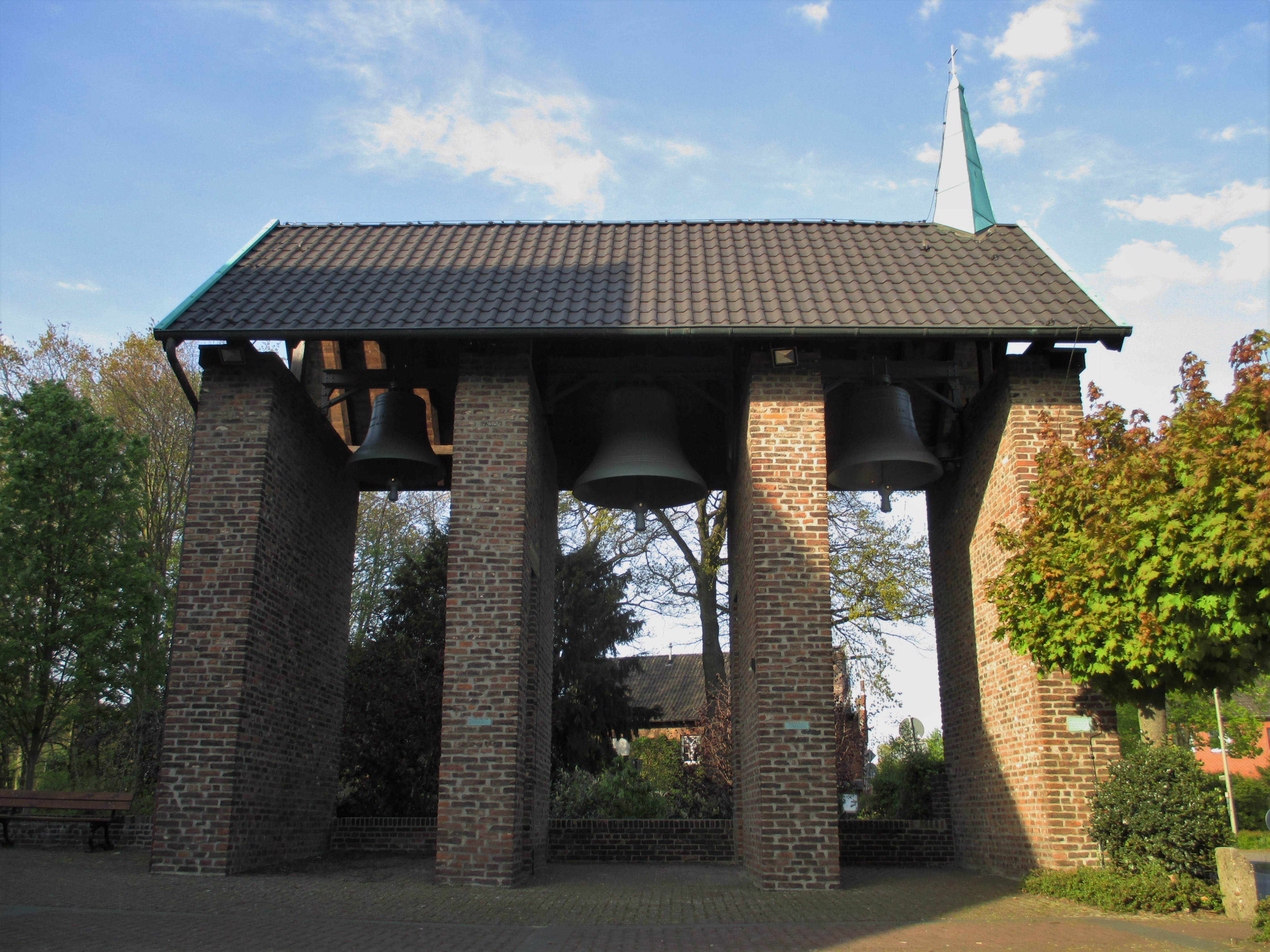
Glockenhaus am Vorplatz